# بيتر ريس أندرسن
بيتر ريس أندرسن (بالدنماركية: Peter Riis Andersen)‏ (و. 1980  م) هو راكب دراجة هوائية دنماركي، شارك في الألعاب الأولمبية الصيفية 2004.

## روابط خارجية
- بيتر ريس أندرسن على موقع الاتحاد الدولي للدراجات (الإنجليزية)
- بيتر ريس أندرسن على موقع أرشيف الدراجات (الإنجليزية)
- بيتر ريس أندرسن على موقع إحصائيات الدراجات الإحترافية (الإنجليزية)
- بيتر ريس أندرسن على موقع أوليمبيديا (الإنجليزية)